# Aeroportul Frankfurt Main

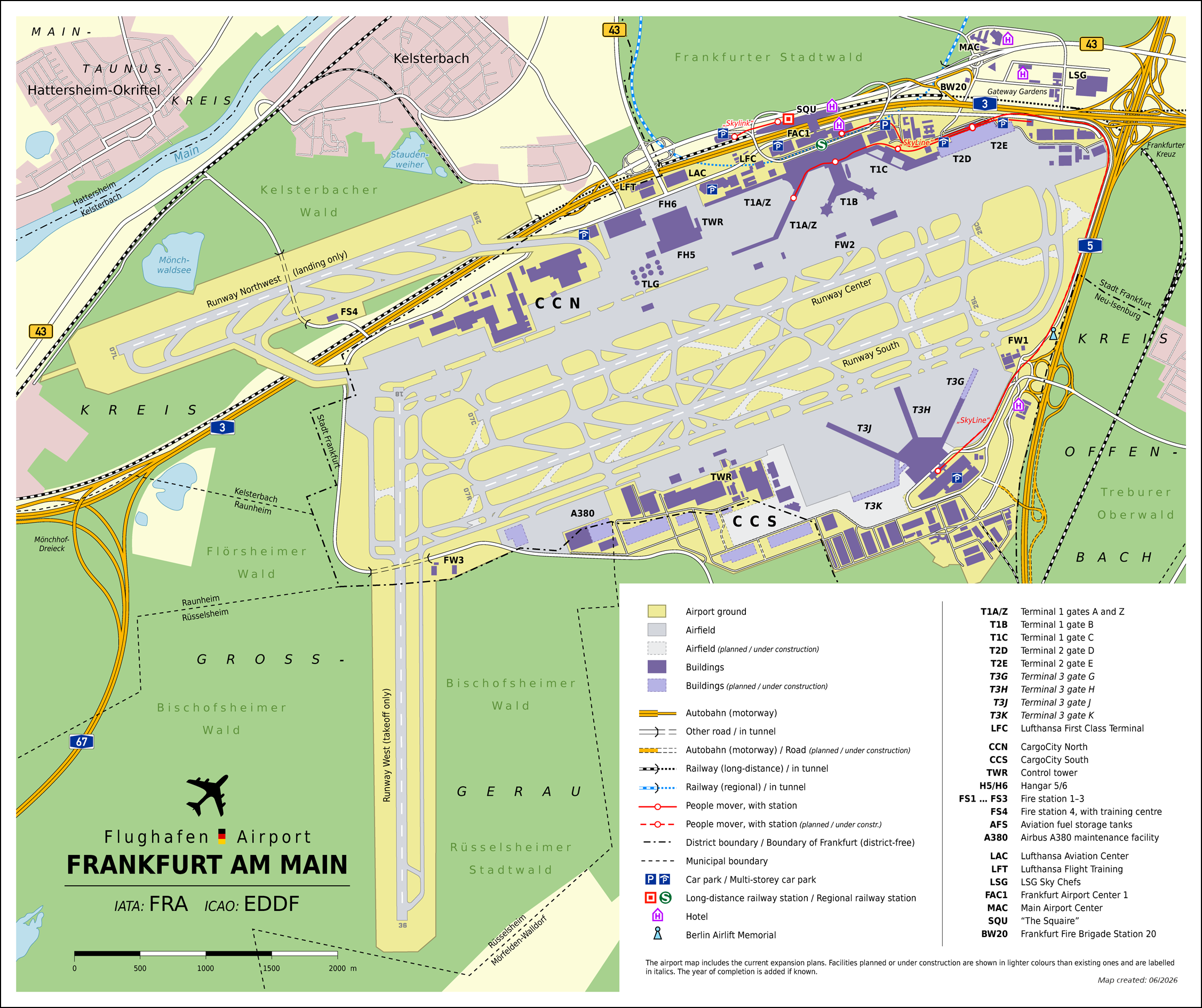
Aeroportul Internațional Frankfurt

Aeroportul Frankfurt (în germană: Flughafen Frankfurt am Main, Cod IATA: FRA) este principalul aeroport german; este situat în zona orașului Frankfurt pe Main. Este considerat a fi al doilea ca volum al activităților din Europa, depinzând de sursa de informații. Traficul de pasageri în 2003 era 48.351.664, locul doi în Europa după Aeroportul Internațional Heathrow din Londra (63.487.136), și la egalitate cu Aeroportul Internațional Charles de Gaulle din Paris (48.220.436). Aeroportul este administrat de compania Fraport AG (acronim de la Frankfurt Airport Aktiengesellschaft - societate pe acțiuni).
Este aeroportul legat direct cu cele mai multe destinații internaționale la nivel mondial. Este folosit drept aeroport-mamă („hub”) de către compania aeriană germană Lufthansa, care este una din cele mai mari companii aeriene din lume, luată după numărul pasagerilor internaționali.
Există zboruri directe zilnice spre destinații ca București și Chișinău.
Aeroportul este legat de o gară pentru trenuri de pasageri de distanțe lungi numită Frankfurt (Main) Flughafen Fernbahnhof.

## Cronologie[3]
- 1930: Magistratura (parlamentul) Frankfurtului decide construirea aeroportului (Hitler a venit la putere abia în 1933)
- 1936: Inaugurarea oficială sub numele Flug- und Luftschiffhafen Rhein-Main
- 1939: Aeroportul e subordonat forțelor aeriene Luftwaffe, care interzic zborurile internaționale
- 1945: Trupele de uscat americane US Army cuceresc aeroportul și repun în funcțiune o pistă
- 1947: Întemeierea societății pe acțiuni Verkehrsaktiengesellschaft Rhein-Main (VAG)
- 1948: Zboruri de ajutorare a populației Berlinului în timpul blocadei Berlinului
- 1949: darea în funcțiune a celei de-a doua piste
- 1954: VAG este redenumită Flughafen Frankfurt/Main AG (FAG)
- 1958: Inaugurarea Terminalului „Ost” (Est)
- 1970: Inaugurarea celei mai mari hale de întreținere a avioanelor din lume (hala V)
- 1972: Deschiderea terminalului „Mitte” (de mijloc)
- 1984: Inaugurarea pistei de decolări „West” (Vest)
- 1994: Inaugurarea Terminalului 2 și a trenulețului fără conductor „Sky Line” între terminale
- 1999: Inaugurarea gării de trenuri de lungi distanțe „Frankfurt/Main Flughafen Fernbahnhof”
- 2001: FAG emite acțiuni și se transformă în „Fraport AG Frankfurt Airport Services Worldwide” (Fraport)
- 2005: US Air Force își închide baza Rhein-Main Air Base; teritoriul ei se reîntoarce sub control german și devine parte din aeroportul Frankfurt
- La sfârșitul anului 2007 guvernul landului federal german Hessa a hotărât extinderea aeroportului în cadrul unui proiect uriaș în care se vor investi 4 miliarde de euro pentru construirea următoarelor obiective:
  - pistă nr. 4 pentru aterizări - la nord-vestul actualului aeroport, și legată de el prin 2 poduri speciale pentru avioane, fiecare din ele traversând autostrada și linia ferată. În imaginea alăturată în partea din dreapta sus. Lucrările pregătitoare (defrișări ș.a.) au început în ianuarie 2009; construcția propriu-zisă a pistei a început la 8 mai 2009. Pista de aterizări a fost dată în folosință la 21 oct 2011.
  - „Gate A 0” pentru avioanele de foarte mare capacitate ale companiei de zbor Lufthansa, de ex. Airbus A380
  - centrul de afaceri „AirRail Center”, între timp redenumit „Squaire” (cuvânt artificial compus din cuvintele engleze square și air), prin supraetajarea actualei gări de mari distanțe - construcție dată în folosință în februarie 2011.
  - cartierul de locuințe și birouri „Gateway Gardens” - în imediata apropiere a aeroportului
  - clădirea anexă „CD-Riegel” pentru deservirea avioanelor de foarte mare capacitate
  - hale de întreținere a avioanelor de foarte mare capacitate de tip Airbus
  - Terminalul 3, cu o capacitate de 25 milioane pasageri pe an (2015).
- 2009: Începe construcția pistei de aterizări „Nordwest” (Nord-Vest) de 2.800 m lungime, precum și a Terminalului „A-Plus”
- 2011: Inaugurarea pistei de aterizări „Nordwest”

## Traficul de pasageri
|  | Graficele sunt indisponibile din cauza unor probleme tehnice. Mai multe informații se găsesc la Phabricator și la wiki-ul MediaWiki. |

Vezi interogarea Wikidata.

## Destinații
| Companii aeriene                                                | Destinații |
| --------------------------------------------------------------- | --- |
| Adria Airways                                                   | Ljubljana, Pristina |
| Aegean Airlines                                                 | Atena, Heraklion, Salonic Sezonier charter: Rhodos |
| Aer Lingus                                                      | Dublin |
| Aeroflot                                                        | Moscova-Sheremetyevo |
| Air Algérie                                                     | Algiers Sezonier: Oran |
| Air Astana                                                      | Almaty, Astana |
| Air Canada                                                      | Calgary, Montréal-Trudeau, Ottawa, Toronto-Pearson |
| Air China                                                       | Beijing-Capital, Chengdu, Shanghai-Pudong |
| Air Dolomiti                                                    | Bergamo (până la 1 septembrie 2013), Verona (până la 26 octombrie 2013) |
| Air Europa                                                      | Madrid (începând cu 31 martie 2014) |
| Air France                                                      | Paris-Charles de Gaulle |
| Air India                                                       | Delhi |
| Air Malta                                                       | Malta |
| Air Moldova                                                     | Chișinău |
| Air Namibia                                                     | Windhoek |
| Air Transat                                                     | Sezonier: Calgary, Vancouver |
| Air VIA                                                         | Sezonier charter: Burgas, Varna |
| airBaltic                                                       | Riga |
| Alitalia                                                        | Roma-Fiumicino |
| Alitalia operat de Alitalia CityLiner                           | Milano-Linate |
| All Nippon Airways                                              | Tokio-Haneda, Tokio-Narita |
| American Airlines                                               | Dallas/Fort Worth |
| Asiana Airlines                                                 | Seul-Incheon |
| Austrian Airlines operat de Tyrolean Airways                    | Viena |
| Azerbaijan Airlines                                             | Baku |
| Belavia                                                         | Minsk-National |
| BMI Regional                                                    | Bristol, Nottingham/East Midlands |
| British Airways                                                 | Londra-Heathrow |
| British Airways operat de BA CityFlyer                          | Londra-City |
| Bulgaria Air                                                    | Sofia |
| Bulgarian Air Charter                                           | Sezonier charter: Burgas, Varna |
| Cathay Pacific                                                  | Hong Kong |
| China Airlines                                                  | Taipei-Taoyuan |
| China Eastern Airlines                                          | Shanghai-Pudong |
| Condor                                                          | Agadir, Antalya, Arrecife, Barbados, Cancún, Cape Town, Fuerteventura, Funchal, Gran Canaria, Havana, Holguín, Hurghada, Kilimanjaro, Larnaca, Las Vegas, Málaga, Mahé, Malé, Mauritius, Mombasa, Montego Bay, Nairobi-Jomo Kenyatta, Palma de Mallorca, Panama City, Puerto Plata, Punta Cana, Recife, Rio de Janeiro-Galeão, Saint Lucia, Salvador da Bahia, San José de Costa Rica, San Juan, Santa Cruz de la Palma, Santo Domingo, Sharm el-Sheikh, Tenerife-South, Zanzibar Sezonier: Anchorage, Antigua, Baltimore, Bangkok-Suvarnabhumi, Banjul, Burgas, Calgary, Chania, Corfu, Dalaman, Djerba, Dubai, Dubrovnik, Fairbanks, Fort Lauderdale, Halifax, Heraklion, Ibiza, Jerez de la Frontera, Kos, La Romana, Malta, Mykonos, Phuket, Preveza, Rhodos, Rijeka, Santorini, Seattle/Tacoma, Split, Tivat, Tobago, Toronto-Pearson, Vancouver, Varadero, Whitehorse, Yangon |
| Condor operat de SmartLynx Airlines                             | Agadir, Dalaman, Djerba, Heraklion, Hurghada, Jerez de la Frontera, Kos, Malaga, Mykonos, Palma de Mallorca, Preveza, Santorini, Sharm el-Sheikh, Tivat |
| Croatia Airlines                                                | Dubrovnik, Split, Zagreb Sezonier: Zadar, Pula |
| Cyprus Airways                                                  | Larnaca |
| Czech Airlines                                                  | Praga |
| Delta Air Lines                                                 | Atlanta, Detroit, New York-JFK |
| EgyptAir                                                        | Cairo |
| El Al                                                           | Tel Aviv-Ben Gurion |
| Emirates                                                        | Dubai |
| Ethiopian Airlines                                              | Addis Ababa |
| Etihad Airways                                                  | Abu Dhabi |
| Finnair                                                         | Helsinki |
| Germania                                                        | Sezonier: Adana, Burgas, Enfidha, Kayseri, Malatya, Samsun, Varna |
| Gulf Air                                                        | Bahrain |
| Hysky                                                           | București |
| Iberia Express                                                  | Madrid |
| Icelandair                                                      | Reykjavík-Keflavík |
| Iran Air                                                        | Teheran-Imam Khomeini |
| Iraqi Airways                                                   | Bagdad |
| Japan Airlines                                                  | Tokio-Narita |
| KLM operat de KLM Cityhopper                                    | Amsterdam |
| Korean Air                                                      | Seul-Incheon |
| Kuwait Airways                                                  | Kuwait, Geneva |
| LAN Airlines                                                    | Madrid, Santiago de Chile |
| LOT Polish Airlines                                             | Gdańsk, Cracovia, Varșovia-Chopin |
| LOT Polish Airlines operat de EuroLOT                           | Gdańsk, Wrocław |
| Lufthansa                                                       | Aberdeen, Abu Dhabi, Abuja, Addis Ababa, Algiers, Almaty, Amman-Queen Alia, Amsterdam, Ankara (până la 11 septembrie 2013), Ashgabat, Asmara, Astana, Atlanta, Atena, Bahrain, Baku, Bangalore, Bangkok-Suvarnabhumi, Barcelona, Beijing-Capital, Beirut, Belgrad, Berlin-Tegel, Bilbao, Billund, Birmingham, Bogotá, Bologna, Boston, Bremen, Bruxelles, București-Henri Coandă, Budapesta, Buenos Aires-Ezeiza, Cairo, Caracas, Chennai, Chicago-O'Hare, Cluj-Napoca, Copenhaga, Dallas/Fort Worth, Delhi, Denver, Detroit, Doha, Dresda, Dubai, Dublin, Dubrovnik, Düsseldorf, Edinburgh, Erbil, Faro, Geneva, Gothenburg-Landvetter, Graz, Hamburg, Hanovra, Helsinki, Ho Chi Minh City, Hong Kong, Houston-Intercontinental, Aeroportul Istanbul, Jeddah, Johannesburg-OR Tambo, Khartoum, Kiev-Boryspil, Cracovia, Kuala Lumpur, Kuwait, Lagos, Leipzig/Halle, Linz, Lisabona, Londra-Heathrow, Los Angeles, Luanda, Lyon, Madrid, Malabo, Málaga, Malta, Manchester, Marsilia, Mexico City, Miami, Milano-Linate, Milano-Malpensa, Moscova-Domodedovo, Moscova-Vnukovo, Mumbai, München, Muscat, Nagoya-Centrair, Nanjing, Napoli, New York-JFK, Newark, Nisa, Nizhniy Novgorod, Nürnberg, Orlando, Osaka-Kansai, Oslo-Gardermoen, Paris-Charles de Gaulle, Philadelphia, Port Harcourt, Porto, Praga, Riga, Qingdao, Rio de Janeiro-Galeão, Riyadh, Roma-Fiumicino, St. Petersburg, Samara, San Francisco, São Paulo-Guarulhos, Seattle/Tacoma, Seul-Incheon, Shanghai-Pudong, Shenyang, Singapore, Sofia, Split, Stockholm-Arlanda, Stuttgart, Tallinn, Teheran-Imam Khomeini, Tel Aviv-Ben Gurion, Timișoara, Tokio-Narita, Toronto-Pearson, Toulouse, Tripoli, Tunis, Torino, Vancouver, Veneția-Marco Polo, Viena, Vilnius, Varșovia-Chopin, Washington-Dulles, Yekaterinburg, Zagreb, Zürich Sezonier: Antalya, Casablanca, Larnaca, Londra-Gatwick, Palma de Mallorca |
| Lufthansa operat de PrivatAir                                   | Accra, Dammam, Libreville, Pointe-Noire, Pune |
| Lufthansa Regional operat de Lufthansa CityLine                 | Aberdeen, Basel/Mulhouse, Bergen, Belgrad, Billund, Bologna, Bruxelles, București-Henri Coandă, Florența, Friedrichshafen, Gdańsk, Graz, Katowice, Leipzig/Halle, Linz, Londra-City, Minsk-National, Münster/Osnabrück, Nürnberg, Poznań, Rzeszów, Split, Stavanger, Stuttgart, Torino, Verona (începând cu 30 martie 2014), Wrocław Sezonier: Bastia, Dubrovnik, Olbia, Palermo |
| Lufthansa Regional operat de Tyrolean Airways                   | Innsbruck, Salzburg |
| Luxair                                                          | Luxemburg |
| Malaysia Airlines                                               | Kuala Lumpur |
| Middle East Airlines                                            | Beirut |
| Montenegro Airlines                                             | Podgorica |
| Nouvelair                                                       | Charter: Enfidha |
| Oman Air                                                        | Muscat |
| Pakistan International Airlines                                 | Islamabad, Lahore |
| Qatar Airways                                                   | Doha |
| Rossiya                                                         | St. Petersburg |
| Royal Air Maroc                                                 | Casablanca, Nador |
| Royal Jordanian                                                 | Amman-Queen Alia |
| S7 Airlines                                                     | Moscova-Domodedovo, Novosibirsk |
| SATA International                                              | Ponta Delgada |
| Saudia                                                          | Jeddah, Riyadh |
| Scandinavian Airlines                                           | Copenhaga, Oslo-Gardermoen, Stockholm-Arlanda |
| Singapore Airlines                                              | New York-JFK, Singapore |
| Somon Air                                                       | Dushanbe |
| South African Airways                                           | Johannesburg-OR Tambo |
| SriLankan Airlines                                              | Colombo |
| SunExpress                                                      | Adana (până la 25 octombrie 2013), Antalya, Istanbul-Sabiha Gökçen (până la 26 octombrie 2013), İzmir |
| SunExpress Deutschland                                          | Adana, Ankara, Antalya, Elazığ, Enfidha, Gaziantep, Gazipașa (începând cu 5 noiembrie 2013), Hurghada, Istanbul-Sabiha Gökçen, İzmir, Kayseri, Marsa Alam, Trabzon |
| Swiss International Air Lines                                   | Zürich |
| Swiss International Airlines operat de Swiss European Air Lines | Zürich |
| TAM Airlines                                                    | Rio de Janeiro-Galeão (până la 12 august 2013), São Paulo-Guarulhos |
| TAP Portugal                                                    | Lisabona |
| TAROM                                                           | București-Henri Coandă |
| Thai Airways International                                      | Bangkok-Suvarnabhumi |
| TUIfly                                                          | Arrecife, Boa Vista, Fuerteventura, Hurghada, Las Palmas de Gran Canaria, Marsa Alam, Sal, Tenerife-South Sezonier: Agadir, Antalya, Corfu, Dalaman, Enfidha, Faro, Funchal, Heraklion, Ibiza, Jerez de la Frontera, Luxor, Minorca, Palma de Mallorca, Patras/Araxos, Rhodos |
| Tunisair                                                        | Djerba, Enfidha, Tunis |
| Turkish Airlines                                                | Ankara Aeroportul Istanbul, Istanbul-Sabiha Gökçen (începând cu 27 octombrie 2013), Izmir Sezonier: Adana, Kayseri |
| Turkmenistan Airlines                                           | Ashgabat |
| Ukraine International Airlines                                  | Kiev-Boryspil Sezonier: Simferopol |
| United Airlines                                                 | Chicago-O'Hare, Houston-Intercontinental, Newark, San Francisco, Washington-Dulles |
| UTair Aviation                                                  | Rostov-on-Don |
| Uzbekistan Airways                                              | Tashkent |
| Vietnam Airlines                                                | Hanoi, Ho Chi Minh City |
| Vueling                                                         | Barcelona |
| Yemenia                                                         | Sanaa |

## Legături de transport terestru

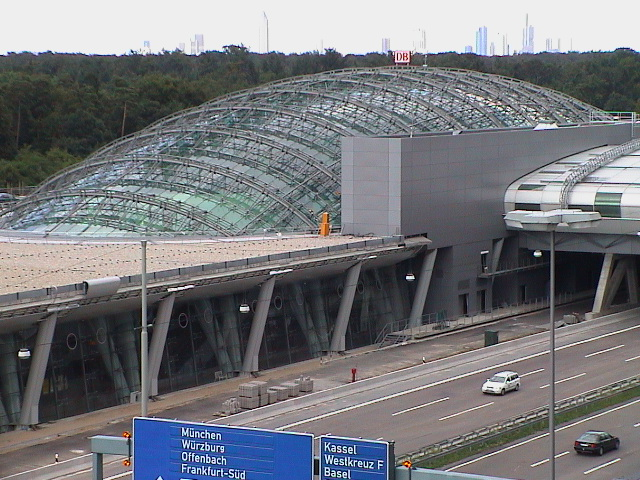
Gara de mari distanțe, între timp supraetajată de cele 12 etaje ale centrului de afaceri Squaire

- În anul 2002 s-a construit chiar lângă aeroport și o gară de pasageri pentru trenurile de mari distanțe (Frankfurt (Main) Flughafen Fernbahnhof), în special pentru trenurile de mare viteză ICE care fac legătura cu alte mari orașe, germane și europene. Astfel, cei care locuiesc mai departe, dar zboară din Frankfurt pe rute intercontinentale, nu mai trebuie să ia întâi un avion până la Frankfurt, ci pot să se deplaseze spre aeroport și cu trenuri rapide.
- În imediată vecinătate cu aeroportul Frankfurt se află și intersecția Autobahnurilor A3 și A5, una din cele mai mari intersecții de circulație rutieră din Germania.